# Géza Kiss
Géza Kiss (Pálfalva, Borsod-Abaúj-Zemplén, 22 de octubre de 1882 - Budapest, 23 de agosto de 1952) fue un nadador húngaro que tomó parte en los Juegos Olímpicos de 1904 y los Juegos Intercalados de 1906.
En 1904 participó en dos pruebas de natación: las 880 yardas Llúria y la milla libre, ganando el bronce y la plata respectivamente.
Dos años más tarde, en 1906 participó en los Juegos Intercalados, ganando una nueva medalla, en esta ocasión de oro, en los relieves 4x250 metros libres, formando equipo con Henrik Hajos, Zoltán Halmay y József Ónody.